# Covariância de Lorentz
A covariância de Lorentz (e analogamente a contravariância de Lorentz) ou "princípio da relatividade especial" se refere à propriedade de certas equações físicas não alterarem suas formas sob alterações de coordenadas de um tipo particular; ou, concretamente, é requisito da teoria especial da relatividade que as leis da física têm que tomar a mesma forma em todos os marcos de referência inerciais. A ideia é expansível ao conceito de que as leis da física têm que tomar a mesma forma em qualquer referencial escolhido, sem distinção, ou seja, têm que ser dotadas de covariância geral.
A relatividade restrita é definida por dois postulados: o da constância e independência ao referencial inercial adotado da velocidade das ondas eletromagnéticas quando no vácuo; e o de que as leis da física são as mesmas em qualquer referencial inercial adotado. Ao passo que as regras de transformações de referenciais galileanas são incapazes de garantir a covariância requerida, sobretudo no âmbito das leis atreladas ao eletromagnetismo, as transformações de Lorentz implicam concretamente que se dois observadores {\displaystyle {\mathcal {O}}_{1}} e {\displaystyle {\mathcal {O}}_{2}} usam coordenadas {\displaystyle (t_{1},x_{1},y_{1},z_{1})\;} e {\displaystyle (t_{2},x_{2},y_{2},z_{2})\;} relacionáveis por uma transformação de coordenadas de Lorentz, então quaisquer das equações que relacionem grandezas físicas atreladas à dinâmica da matéria e energia poderão ser escritas da mesma forma para ambos observadores; quer encontrem-se essas escritas em termos das coordenadas espaçotemporais em uso o referencial 1; quer encontrem-se essas escritas em termos das coordenadas espaçotemporais em uso no referencial 2.
O princípio da Relatividade Geral torna este princípio mais abrangente ao estender o requerimento a sistemas de referência totalmente gerais. 